# Еникенд (Ходжавендский район)
Еникенд (азерб. Yenikənd), ранее — Норшен (азерб. Norşen, арм. Նորշեն), ещё ранее — Енгикенд (рус. дореф. Енгикендъ) — село в Еникендском сельском административно-территориальном округе Ходжавендском районе Азербайджана, является центром Еникендского сельского административно-территориального округа.

## Этимология
Название Еникенд на азербайджанском языке, а бывшее название Норшен на армянском языке означает «Новое село».

## География
Село Еникенд является центром Еникендского сельского административно-территориального округа Ходжавендского района, при этом в состав этого сельского административно-территориального округа входит также и село Чоракли. Село находится в 17 км северо-западнее города Ходжавенда, в 2 км от села Хешан и в 2 км от села Чоракли.

## История
В советский период село называлось Норшен и являлось центром Норшенского сельсовета Мартунинского района Нагорно-Карабахской автономной области (НКАО) Азербайджанской ССР.
2 сентября 1991 года на совместной сессии Нагорно-Карабахского областного и Шаумяновского районного Советов народных депутатов была принята Декларация о провозглашении Нагорно-Карабахской Республики в границах Нагорно-Карабахской автономной области (НКАО) и сопредельного Шаумяновского района Азербайджанской ССР.
26 ноября 1991 года Верховный Совет Азербайджанский Республики принял Закон "Об упразднении Нагорно-Карабахской автономной области Азербайджанской Республики". В этом Законе было постановлено помимо упразднения Нагорно-Карабахской Автономной Области (НКАО), в том числе также и переименование Мартунинского района в Ходжаведский. Решением Милли Меджлиса Азербайджанской Республики от 29 декабря 1992 года № 428 село Норшен Ходжавендского района было названо Еникенд. В настоящее время это село Еникенд и является центром Еникендского сельского административно-территориального округа Ходжавендского района Азербайджана.
В результате Карабахского конфликта, село в начале 1990-х годов попало под контроль непризнанной Нагорно-Карабахской Республики (НКР). Согласно административно-территориальному делению непризнанной Нагорно-Карабахской Республики село называлось Нор шен (арм. Նոր շեն) и располагалось в составе Мартунинского района НКР.
Согласно Трёхстороннему Заявлению в ночь с 9 по 10 ноября 2020 года, подписанному по итогам Второй карабахской войны, село перешло под контроль Российских миротворческих сил.
В результате боевых действий в сентябре 2023 года Азербайджан восстановил свой контроль над селом.

## Население
Согласно Кавказскому календарю на 1910 год, население села к 1908 году составляло 515 человек, в основном армян. В 1911 году — 418 человек, так же преимущественно армяне․
По состоянию на 1 января 1933 года в селе проживало 600 человек (147 хозяйств), все — армяне.

## Известные жители
В селе родился Леонид Гурунц (1913−1982) — армянский советский писатель. Здесь же он перезахоронен в 1999 году.

## Экономика
Население занимается, в основном, скотоводством и земледелием. В селе есть административный офис, дом культуры, медицинский пункт, средняя школа.

## Достопримечательности
- Мост 1912 года постройки[14][нет в источнике].
- Армянская церковь XIX века[15].